# 小行星列表/127801-127900
| 名稱                      | 臨時編號   | 發現日期      | 發現地點   | 發現者                         |
| ------------------------- | ---------- | ------------- | ---------- | ------------------------------ |
| 小行星127801              | 2003 FL77  | 2003年3月27日 | 帕洛马山   | 近地小行星追踪                 |
| 小行星127802              | 2003 FM77  | 2003年3月27日 | 帕洛马山   | 近地小行星追踪                 |
| 小行星127803Johnvaneepoel | 2003 FP77  | 2003年3月27日 | 卡特林那   | 卡特林那巡天系统               |
| 小行星127804              | 2003 FH80  | 2003年3月27日 | 索科罗     | 林肯近地小行星研究小组         |
| 小行星127805              | 2003 FE81  | 2003年3月27日 | 索科罗     | 林肯近地小行星研究小组         |
| 小行星127806              | 2003 FO81  | 2003年3月27日 | 索科罗     | 林肯近地小行星研究小组         |
| 小行星127807              | 2003 FK82  | 2003年3月27日 | 帕洛马山   | 近地小行星追踪                 |
| 小行星127808              | 2003 FU82  | 2003年3月27日 | 帕洛马山   | 近地小行星追踪                 |
| 小行星127809              | 2003 FQ83  | 2003年3月27日 | 帕洛马山   | 近地小行星追踪                 |
| 小行星127810Michaelwright | 2003 FK85  | 2003年3月28日 | 卡特林那   | 卡特林那巡天系统               |
| 小行星127811              | 2003 FS85  | 2003年3月28日 | 可可尼诺县 | 洛厄尔天文台近地小行星搜寻计划 |
| 小行星127812              | 2003 FT85  | 2003年3月28日 | 可可尼诺县 | 洛厄尔天文台近地小行星搜寻计划 |
| 小行星127813              | 2003 FG86  | 2003年3月28日 | 基特峰     | 太空监视                       |
| 小行星127814              | 2003 FT86  | 2003年3月28日 | 基特峰     | 太空监视                       |
| 小行星127815              | 2003 FG87  | 2003年3月28日 | 基特峰     | 太空监视                       |
| 小行星127816              | 2003 FH88  | 2003年3月28日 | 基特峰     | 太空监视                       |
| 小行星127817              | 2003 FK88  | 2003年3月28日 | 基特峰     | 太空监视                       |
| 小行星127818              | 2003 FL88  | 2003年3月28日 | 基特峰     | 太空监视                       |
| 小行星127819              | 2003 FZ88  | 2003年3月29日 | 可可尼诺县 | 洛厄尔天文台近地小行星搜寻计划 |
| 小行星127820              | 2003 FV90  | 2003年3月29日 | 可可尼诺县 | 洛厄尔天文台近地小行星搜寻计划 |
| 小行星127821              | 2003 FE91  | 2003年3月29日 | 可可尼诺县 | 洛厄尔天文台近地小行星搜寻计划 |
| 小行星127822              | 2003 FV91  | 2003年3月29日 | 可可尼诺县 | 洛厄尔天文台近地小行星搜寻计划 |
| 小行星127823              | 2003 FD92  | 2003年3月29日 | 可可尼诺县 | 洛厄尔天文台近地小行星搜寻计划 |
| 小行星127824              | 2003 FK92  | 2003年3月29日 | 可可尼诺县 | 洛厄尔天文台近地小行星搜寻计划 |
| 小行星127825              | 2003 FR92  | 2003年3月29日 | 可可尼诺县 | 洛厄尔天文台近地小行星搜寻计划 |
| 小行星127826              | 2003 FY92  | 2003年3月29日 | 可可尼诺县 | 洛厄尔天文台近地小行星搜寻计划 |
| 小行星127827              | 2003 FB93  | 2003年3月29日 | 可可尼诺县 | 洛厄尔天文台近地小行星搜寻计划 |
| 小行星127828              | 2003 FH93  | 2003年3月29日 | 可可尼诺县 | 洛厄尔天文台近地小行星搜寻计划 |
| 小行星127829              | 2003 FH94  | 2003年3月29日 | 可可尼诺县 | 洛厄尔天文台近地小行星搜寻计划 |
| 小行星127830              | 2003 FP94  | 2003年3月29日 | 可可尼诺县 | 洛厄尔天文台近地小行星搜寻计划 |
| 小行星127831              | 2003 FQ94  | 2003年3月29日 | 可可尼诺县 | 洛厄尔天文台近地小行星搜寻计划 |
| 小行星127832              | 2003 FS101 | 2003年3月31日 | 基特峰     | 太空监视                       |
| 小行星127833              | 2003 FU103 | 2003年3月24日 | 基特峰     | 太空监视                       |
| 小行星127834              | 2003 FR104 | 2003年3月25日 | 海勒卡拉   | 近地小行星追踪                 |
| 小行星127835              | 2003 FX104 | 2003年3月26日 | 基特峰     | 太空监视                       |
| 小行星127836              | 2003 FW106 | 2003年3月27日 | 可可尼诺县 | 洛厄尔天文台近地小行星搜寻计划 |
| 小行星127837              | 2003 FP107 | 2003年3月30日 | 索科罗     | 林肯近地小行星研究小组         |
| 小行星127838              | 2003 FU107 | 2003年3月30日 | 索科罗     | 林肯近地小行星研究小组         |
| 小行星127839              | 2003 FV107 | 2003年3月31日 | 索科罗     | 林肯近地小行星研究小组         |
| 小行星127840              | 2003 FL108 | 2003年3月30日 | 索科罗     | 林肯近地小行星研究小组         |
| 小行星127841              | 2003 FN108 | 2003年3月31日 | 可可尼诺县 | 洛厄尔天文台近地小行星搜寻计划 |
| 小行星127842              | 2003 FC109 | 2003年3月31日 | 可可尼诺县 | 洛厄尔天文台近地小行星搜寻计划 |
| 小行星127843              | 2003 FG109 | 2003年3月31日 | 可可尼诺县 | 洛厄尔天文台近地小行星搜寻计划 |
| 小行星127844              | 2003 FL109 | 2003年3月31日 | 可可尼诺县 | 洛厄尔天文台近地小行星搜寻计划 |
| 小行星127845              | 2003 FY109 | 2003年3月30日 | 可可尼诺县 | 洛厄尔天文台近地小行星搜寻计划 |
| 小行星127846              | 2003 FO111 | 2003年3月31日 | 可可尼诺县 | 洛厄尔天文台近地小行星搜寻计划 |
| 小行星127847              | 2003 FT111 | 2003年3月31日 | 索科罗     | 林肯近地小行星研究小组         |
| 小行星127848              | 2003 FW111 | 2003年3月31日 | 索科罗     | 林肯近地小行星研究小组         |
| 小行星127849              | 2003 FY111 | 2003年3月31日 | 索科罗     | 林肯近地小行星研究小组         |
| 小行星127850              | 2003 FC112 | 2003年3月31日 | 索科罗     | 林肯近地小行星研究小组         |
| 小行星127851              | 2003 FW112 | 2003年3月30日 | 索科罗     | 林肯近地小行星研究小组         |
| 小行星127852              | 2003 FA113 | 2003年3月30日 | 基特峰     | 太空监视                       |
| 小行星127853              | 2003 FB113 | 2003年3月30日 | 基特峰     | 太空监视                       |
| 小行星127854              | 2003 FH113 | 2003年3月31日 | 索科罗     | 林肯近地小行星研究小组         |
| 小行星127855              | 2003 FQ114 | 2003年3月31日 | 基特峰     | 太空监视                       |
| 小行星127856              | 2003 FR114 | 2003年3月31日 | 基特峰     | 太空监视                       |
| 小行星127857              | 2003 FZ114 | 2003年3月31日 | 索科罗     | 林肯近地小行星研究小组         |
| 小行星127858              | 2003 FJ115 | 2003年3月31日 | 基特峰     | 太空监视                       |
| 小行星127859              | 2003 FP115 | 2003年3月31日 | 索科罗     | 林肯近地小行星研究小组         |
| 小行星127860              | 2003 FS115 | 2003年3月31日 | 索科罗     | 林肯近地小行星研究小组         |
| 小行星127861              | 2003 FE116 | 2003年3月22日 | 帕洛马山   | 近地小行星追踪                 |
| 小行星127862              | 2003 FT116 | 2003年3月23日 | 基特峰     | 太空监视                       |
| 小行星127863              | 2003 FE118 | 2003年3月25日 | 帕洛马山   | 近地小行星追踪                 |
| 小行星127864              | 2003 FM118 | 2003年3月26日 | 可可尼诺县 | 洛厄尔天文台近地小行星搜寻计划 |
| 小行星127865              | 2003 FK119 | 2003年3月26日 | 可可尼诺县 | 洛厄尔天文台近地小行星搜寻计划 |
| 小行星127866              | 2003 FR119 | 2003年3月26日 | 可可尼诺县 | 洛厄尔天文台近地小行星搜寻计划 |
| 小行星127867              | 2003 FS119 | 2003年3月26日 | 可可尼诺县 | 洛厄尔天文台近地小行星搜寻计划 |
| 小行星127868              | 2003 FT119 | 2003年3月26日 | 可可尼诺县 | 洛厄尔天文台近地小行星搜寻计划 |
| 小行星127869              | 2003 FW121 | 2003年3月25日 | 可可尼诺县 | 洛厄尔天文台近地小行星搜寻计划 |
| 小行星127870Vigo          | 2003 FE123 | 2003年3月24日 | 梅里达州   | I. R. Ferrín、C. Leal          |
| 小行星127871              | 2003 FC128 | 2003年3月31日 | 基特峰     | 马克·W·布伊                    |
| 小行星127872              | 2003 GV    | 2003年4月4日  | 索科罗     | 林肯近地小行星研究小组         |
| 小行星127873              | 2003 GN1   | 2003年4月1日  | 海勒卡拉   | 近地小行星追踪                 |
| 小行星127874              | 2003 GP1   | 2003年4月1日  | 海勒卡拉   | 近地小行星追踪                 |
| 小行星127875              | 2003 GT1   | 2003年4月1日  | 海勒卡拉   | 近地小行星追踪                 |
| 小行星127876              | 2003 GN2   | 2003年4月1日  | 索科罗     | 林肯近地小行星研究小组         |
| 小行星127877              | 2003 GP3   | 2003年4月1日  | 索科罗     | 林肯近地小行星研究小组         |
| 小行星127878              | 2003 GH4   | 2003年4月1日  | 索科罗     | 林肯近地小行星研究小组         |
| 小行星127879              | 2003 GL4   | 2003年4月1日  | 索科罗     | 林肯近地小行星研究小组         |
| 小行星127880              | 2003 GS4   | 2003年4月1日  | 索科罗     | 林肯近地小行星研究小组         |
| 小行星127881              | 2003 GG5   | 2003年4月1日  | 索科罗     | 林肯近地小行星研究小组         |
| 小行星127882              | 2003 GX5   | 2003年4月1日  | 索科罗     | 林肯近地小行星研究小组         |
| 小行星127883              | 2003 GB6   | 2003年4月1日  | 索科罗     | 林肯近地小行星研究小组         |
| 小行星127884              | 2003 GK6   | 2003年4月2日  | 索科罗     | 林肯近地小行星研究小组         |
| 小行星127885              | 2003 GL6   | 2003年4月2日  | 索科罗     | 林肯近地小行星研究小组         |
| 小行星127886              | 2003 GO6   | 2003年4月2日  | 索科罗     | 林肯近地小行星研究小组         |
| 小行星127887              | 2003 GT6   | 2003年4月2日  | 海勒卡拉   | 近地小行星追踪                 |
| 小行星127888              | 2003 GO7   | 2003年4月1日  | 索科罗     | 林肯近地小行星研究小组         |
| 小行星127889              | 2003 GT8   | 2003年4月1日  | 索科罗     | 林肯近地小行星研究小组         |
| 小行星127890              | 2003 GE9   | 2003年4月2日  | 索科罗     | 林肯近地小行星研究小组         |
| 小行星127891              | 2003 GG9   | 2003年4月2日  | 索科罗     | 林肯近地小行星研究小组         |
| 小行星127892              | 2003 GO9   | 2003年4月2日  | 索科罗     | 林肯近地小行星研究小组         |
| 小行星127893              | 2003 GU9   | 2003年4月2日  | 索科罗     | 林肯近地小行星研究小组         |
| 小行星127894              | 2003 GD12  | 2003年4月1日  | 索科罗     | 林肯近地小行星研究小组         |
| 小行星127895              | 2003 GA13  | 2003年4月1日  | 索科罗     | 林肯近地小行星研究小组         |
| 小行星127896              | 2003 GY14  | 2003年4月3日  | 海勒卡拉   | 近地小行星追踪                 |
| 小行星127897              | 2003 GJ15  | 2003年4月4日  | 海勒卡拉   | 近地小行星追踪                 |
| 小行星127898              | 2003 GA16  | 2003年4月2日  | 索科罗     | 林肯近地小行星研究小组         |
| 小行星127899              | 2003 GG16  | 2003年4月2日  | 海勒卡拉   | 近地小行星追踪                 |
| 小行星127900              | 2003 GO16  | 2003年4月3日  | 海勒卡拉   | 近地小行星追踪                 |